# Mora Godoy
Mora Godoy (La Plata, 30 de junio de 1972) es una bailarina, coreógrafa y empresaria argentina.

## Biografía
Mora Godoy egresó como bailarina clásica en el Instituto Superior de Arte del Teatro Colón de Buenos Aires. Entre 1990 y 1992, integró el Modern Jazz Ballet como bailarina solista. Allí comenzó a estudiar tango.
En 1993, ingresó como bailarina solista en la Compañía Tango X2 dirigida por Miguel Ángel Zotto y en 1998 protagonizó "Perfume de tango" y "Una noche de tango", espectáculos donde se realizan giras y presentaciones en Argentina y gran parte de Europa, Asia y América en sucesivas temporadas.
En 1997, montó como coreógrafa, primera bailarina y directora el espectáculo "Tango fatal", que se estrenó en San Francisco, Estados Unidos.
En 2000 participó como bailarina y docente del Primer Festival Anual Internacional de Tango de Londres. En 2001 fue convocada como coreógrafa del espectáculo "Mirando al Sur", protagonizado por Maximiliano Guerra. En ese mismo año, estrenó el musical "Tanguera" en el Teatro Nacional de Buenos Aires, como protagonista y directora coreográfica.  Por este musical, ganó el premio Clarín 2002 a la Mejor Obra Musical. Este musical se realizó también en varios países del mundo en un lapso de seis años. Se estrenó en Madrid y en China en 2003. El espectáculo fue elegido por la crítica de Shanghái como el Mejor Musical del Año. También se presentó en México en 2004 y 2005, en Chile se realizó en 2002, 2004 y 2005. También se realizó en gran parte de Europa: en Alemania (2006 y 2007), en Rusia (2007), en Francia, Alemania, Suiza y España (2008).
Actuó en el documental Abrazos, tango en Buenos Aires (2003) y apareció en exclusiva para los Rolling Stones, cuando la banda visitó el país en febrero de 2006, en carácter de mejor representante del tango danza. Ese año, estrenó "Tangorama" en Puerto Madero, donde fue protagonista, coreógrafa y directora durante las temporada 2006 y 2007.
En 2008, abrió el Campeonato Mundial de Baile de Tango. Ese año compuso piezas de baile para el musical Eva, como coreógrafa, protagonizado por Nacha Guevara. 
Diseñó y coreografió la obra "Siempre Buenos Aires" para Iñaki Urlezaga, que fue estrenada en el Teatro Nacional Cervantes antes de que se realice el tour internacional. En 2011 estrenó la obra "Amor Tango" dentro del marco del Tango Buenos Aires Festival y Mundial de Tango. Este nuevo espectáculo contó con más de 200.000 espectadores. Ese mismo año fue jurado internacional y artista invitada en el festival Tango Acrópolis de Atenas (Grecia). Ese mismo año, la compañía de Mora Godoy realizó más de 80 shows en Buenos Aires para empresas e instituciones.
En abril de 2012 estrena un nuevo musical: "Chantecler Tango". Este musical es consagrado por la crítica nacional e internacional y el reconocimiento del público. Cuenta con más de 30 artistas en escena.
Concursó en el reality show de baile Bailando por un Sueño 2014 conducido por Marcelo Tinelli, donde obtuvo el décimo octavo puesto tras ocho meses de competencia.
En marzo de 2016, durante la visita oficial de Barack Obama a Argentina, bailó tango con el entonces presidente estadounidense durante la cena de gala ofrecida en el Centro Cultural Kirchner. En mayo de ese mismo año, bailó a 40 m de altura para la apertura del programa de televisión "Showmatch" en cercanías del obelisco, mismo lugar donde diez años antes había bailado acompañada por la orquesta de Daniel Barenboim.
En 2018, junto a bailarines de su escuela de baile Mora Godoy Tango Company, Mora bailó en la ceremonia de inauguración de los Juegos Olímpicos de la Juventud que se realizaron durante el mes de octubre en Buenos Aires. En noviembre de ese mismo año, fue una de las bailarinas invitadas que participó en la Gala del G20 que se realizó en el Teatro Colón de la ciudad de Buenos Aires, donde interpretó una pieza de tango junto a su compañero de baile, José Lugones.

## Conducción
| Año  | Programa          | Canal      | Notas               |
| ---- | ----------------- | ---------- | ------------------- |
| 2018 | Ciudades de tango | TV Pública | Debut de conducción |